# La mujer de los siete nombres
La mujer de los siete nombres (también conocida como Alias Yineth) es una película documental colombiana de 2018 dirigida por Daniela Castro y Nicolás Ordóñez. Protagonizada por Yineth Trujillo Verján, fue estrenada el 30 de agosto de 2018 en las salas de cine colombianas.

## Sinopsis
Yineth es la mujer de los siete nombres. Con tan solo doce años de edad, fue reclutada por la guerrilla de las FARC. Ya desmovilizada, en la actualidad trabaja para el gobierno. El documental relata la historia de esta enigmática mujer, que, a pesar del tiempo, aún no ha podido dejar su pasado atrás.